# Terenten
Terenten (italià Terento) és un municipi italià, dins de la província autònoma de Tirol del Sud. És un dels municipis del vall de Pustertal. L'any 2007 tenia 1.692 habitants. Limita amb els municipis de Kiens, Mühlwald, i Vintl.

## Situació lingüística
| Pertinença lingüística (cens 2001) | 99,41% alemany |
| Pertinença lingüística (cens 2001) | 0,53% italià   |
| Pertinença lingüística (cens 2001) | 0,07% ladí     |

## Administració

Territori comunal

| Període | Identitat      | Partit |
| ------- | -------------- | ------ |
| 2010-   | Manfred Schmid | SVP    |